# Goden van Mars
Goden van Mars (Engelse titel: The Gods of Mars) is een science fantasy-roman van de Amerikaanse schrijver Edgar Rice Burroughs. Het is het tweede boek uit zijn Barsoom-reeks.
Het verhaal verscheen voor het eerst als vijfdelig vervolgverhaal in het tijdschrift All-Story (januari – mei 1913). In 1918 werd het in boekvorm gepubliceerd door A. C. McClurg.

## Inhoud
Na 10 jaar op aarde door te hebben gebracht, wordt John Carter opnieuw naar Barsoom getransporteerd, maar zijn terugkeer verloopt anders dan hij had gehoopt. Hij komt terecht in de Valley Dor; een vallei nabij de zuidpool van Barsoom waarvan alle Martianen geloven dat dit het paradijs uit hun religie is. Regelmatig maken Martianen vrijwillig een pelgrimstocht over de rivier Iss naar deze plek om daar hun laatste dagen te slijten.
Dit verhaal blijkt niet te kloppen, want de vallei wordt bewoond door een ras van monsterlijke plantwezens. Carter is getuige van hoe deze wezens een groep groene Martianen die net per boot arriveren vermoorden. De enige overlevende blijkt Carters oude vriend Tars Tarkas te zijn. Samen weten ze aan de plantwezens te ontkomen en vluchten een hoger gelegen grot in. Via deze grot komen ze terecht in het woongebied van de Therns; een groep witte martianen waarvan aangenomen werd dat ze al lang uitgestorven waren. De Therns beschouwen zichzelf als goden, en blijken achter de valse verhalen over de Valley Dor te zitten om zo willens en wetens Rode en Groene Martianen naar de vallei te lokken die vervolgens worden verslonden door de plantwezens. De overlevenden worden als slaaf gevangengenomen.
Carter en Tars Tarkas redden een slaaf genaamd Thuvia. Wanneer die nacht de Thern aan worden gevallen door een groep zwarte Martianen, maken ze van de gelegenheid gebruik om te ontkomen. Tarkas en Thuvia stelen een luchtschip van de zwarte Martianen, terwijl Carter een ander schip kaapt. Daarbij overmeesterd hij de martiaan Xodar en ontmoet de Thernprinses Phaidor. In de chaos raken Carter en Tar Tarkas elkaar kwijt. Carter komt niet ver met zijn gestolen schip, daar hij al snel wordt ingehaald en gevangen door de andere zwarte Martianen. Deze nemen hem mee naar hun ondergrondse rijk. Hier ontdekt Carter dat de zwarte Martianen zichzelf eveneens als goden beschouwen, en het voorzien hebben op de Thern zoals de Thern het voorzien hebben op de andere bewoners van Barsoom. Ze aanbidden een stokoude vrouw genaamd Issus als hun godin. Xodar wordt vanwege zijn nederlaag tegenover Carter uit zijn functie ontheven en eveneens gevangengezet. Carter weet hierna zijn vertrouwen te winnen. Samen met een jonge, Rode Martiaan, die hier ook gevangen blijkt, probeert Carter een opstand te ontketenen onder de slaven van de zwarte martianen, maar deze wordt neergeslagen.
Uiteindelijk slagen Carter, Xodar en de jonge Martiaan erin te ontsnappen naar de buitenwereld, en ontdekt Carter dat de jongeman niemand minder is dan zijn zoon Carthoris. De groep loopt eenmaal buiten Thuvia weer tegen het lijf, en redt Tars Tarkas van een vijandige groep Groene Martianen genaamd de Warhoons. De groep wordt nadien opgepikt door een vloot uit Helium, maar ook het weerzien in Helium verloopt niet zoals Carter had gehoopt; Dejah Thoris is vertrokken om de pelgrimstocht te gaan maken, haar vader en grootvader hebben, nadat Carthoris werd gevangen door de zwarte Martianen, de stad verlaten om hem te zoeken, en Zat Arras, een invloedrijke Martiaan van Heliums rivaal Zodanga, heeft de macht in Helium gegrepen. Niet veel later arriveert het nieuws dat Dejah Thoris gevangen is door de Zwarte Martianen die de voortvluchtige Carter, Carthoris en Xodar moesten zoeken.
Zat Arras laat John Carter gevangen zetten. Carter slaagt er wel in om Xodar en Carthoris opdracht te geven in het geheim aan een vloot te werken waarmee ze de zwarte Martianen kunnen verslaan. Na maanden in de gevangenis wordt Carter door Carthoris bevrijdt. De schepen zijn klaar en Tars Tarkas heeft een grote groep Groene Martianen geronseld voor de aanval.
Bij de zuidpool komt het tot een conflict tussen Carters vloot, de vloot van de Thern, de Zwarte Martianen, en een vierde vloot onder leiding van Zat Arras. Carter weet de Thern en de Zwarte Martianen tegen elkaar uit te spelen, en op de schepen van Zat Arras breekt muiterij uit wanneer zijn soldaten de kant van Carter kiezen. Carter dringt binnen in het ondergrondse rijk. De vloot van de Zwarte Martianen wordt verwoest en Issus ontmaskerd als een bedriegster. Ze heeft nog 1 troef; Dejah Thoris blijkt te zijn opgesloten in de zonnetempel, samen met Phaidor en Thuvia. Deze tempel gaat maar eens per jaar open. Het is te laat om haar nog te bevrijden, maar ze hebben genoeg voedsel om het een jaar uit te houden binnen. Vlak voor de deur helemaal sluit, probeert Phaidor uit jaloezie over het feit dat Carter haar afwees Dejah Thoris te vermoorden. De vraag of ze hierin slaagt of niet blijft onbeantwoord.

## Publicatie
In maart 1912 stelde Newell Metcalf, redacteur van All-Story Magazine, Burroughs voor een vervolg te schrijven op Under the Moons of Mars. Hij stelde tevens voor in dit vervolg verder in te spelen op de Valley Dor en rivier Iss, belangrijke locaties uit de Martiaanse religie die in zijn vorige boek al even ter sprake kwamen, daar dit de lezers zeker zou aanspreken. Tijdens 1912 had Burroughs grotendeels gewerkt aan Tarzan of the Apes, welke hij in juni dat jaar voltooide. Op 20 september voltooide hij The Gods of Mars. Hij beëindigde ook dit verhaal met een cliffhanger, ondanks klachten van lezers over het open einde van Under the Moons of Mars. Burroughs kreeg $750 betaald voor het verhaal.

## Achtergrond
De roman maakt gebruik van dezelfde opzet als zijn voorganger. De lezer wordt voorgehouden dat het verhaal gebaseerd zou zijn op een manuscript dat John Carter zelf aan Edgar Rice Burroughs zou hebben gegeven. Het verhaal is grotendeels science fantasy, met elementen van Sword & Sorcery.
De roman introduceert de witte en zwarte Martianen, naast de reeds bekende groene en rode. Tevens wordt even kort melding gemaakt van een vijfde ras van gele Martianen, die in het volgende boek een rol spelen. Zowel de witte als zwarte Martianen zijn nauw verbonden met de Martiaanse religie die in het vorige boek reeds werd vermeld.
Een belangrijk thema in het boek is het concept dat religie misbruikt wordt door machthebbers om hun onderdanen in toom te houden. Dit thema keert later ook terug in The Master Mind of Mars. Burroughs was zelf niet zozeer anti-religieus, maar maakte zich wel zorgen over hoe het geloof met name binnen georganiseerde religies misbruikt werd.

## Rechten
In de Verenigde Staten bevindt The Gods of Mars zich inmiddels in het publiek domein, en is beschikbaar via Project Gutenberg.

## Verfilming
Er zijn plannen voor een vervolg op de film John Carter, welke gebaseerd zal worden op The Gods of Mars.